# Albuginidae
Albuginidae – podklasa organizmów, która w klasyfikacji Cavallera-Smitha zaliczana jest do królestwa chromistów (Chromista).

## Systematyka i nazewnictwo
Według klasyfikacji Index Fungorum bazującej na Dictionary of the Fungi podklasa Peronosporidae to takson monotypowy:
- rząd Albuginales F.A. Wolf & F.T. Wolf 1947 
  - rodzina Albuginaceae J. Schröt. 1897 
    - rodzaj:  Albugo (Pers.) Roussel 1806
    - rodzaj: Cystopus Lév. 1847
    - rodzaj: Pustula Thines 2005
    - rodzaj: Wilsoniana Thines 2005